# Bengt Malmquist (konstnär)
Bengt Olof Malmquist, född 22 augusti 1928 i Jönköpings Kristina församling, Jönköping, död 23 juni 2013 i Lövestads församling, Skåne län
, var en svensk konstnär. 
Malmquist studerade vid Otte Skölds målarskola 1951–1952 samt för grafikern och tecknaren Zage Johanson.  Han började som naturmålare, men övergick till det abstrakta måleriet med en stark kolorit och geometriska former. Under en resa till London på 1960-talet blev han inspirerad av det konkreta och optiska måleriet. Utställningen efter Londonresan fick fina recensioner och måleriet ansågs nyskapande av recensenterna. 
På 1960-talet gav Malmö kommun några konstnärer möjligheten att verka vid ett nedlagt stenhuggeri. Sedan dess arbetade Malmquist som skulptör och använde materialen marmor, diabas, granit, trä och metall.
På gården nära skånska Lövestad gjorde Malmquist många skulpturer för offentliga miljöer. Hans verk finns bland annat i Malmö, Lund, Kristianstad, Trelleborg och Ystad, och dessutom i Costa Rica och Schweiz.
Han är även representerad på Liljevalchs och i flera privata samlingar. Trots att Bengt Malmquist valde skulpturen och bildhuggeri, så övergav han inte måleriet.
Målningar och skulpturer av Bengt Malmquist är sällsynta på marknaden.